# Mont Madarao
Le mont Madarao (japonais : 斑尾山) est une montagne japonaise située entre Iiyama et Shinano dans la préfecture de Nagano. Elle culmine à 1 382 mètres d'altitude,. C'est un  stratovolcan éteint, actif il y a environ un demi-million d'années.
Il fait partie des « cinq montagnes du Nord-Est du Shinano (en) » (japonais : 北信五岳), avec le mont Iizuna, le mont Togakushi (en), le mont Kurohime (en) et le mont Myōkō, et est la seule des cinq qui ne fait pas partie du parc national Myōkō-Togakushi Renzan. Avec ses 1 382 mètres d'altitude, elle est nettement moins haute que les quatre autres (le mont Iizuna culmine à 1 917 mètres, le mont Togakushi à 1 904 mètres, le mont Kurohime à 2 053 mètres, et le mont Myōkō à 2 454 mètres), mais vue de Nakano (d'où le regroupement des cinq montagnes a été imaginé), dont elle est la plus proche, elle a une taille apparente comparable à ses voisines.
Les pentes du mont Madarao accueillent deux stations de ski, Madarao Mountain Resort et Tangram Ski Circus,. Cette première a accueilli des épreuves de la Coupe du monde de ski acrobatique en 1988,, 1992 et de 1999 à 2003, ainsi que des compétitions de ski sur herbe.